# 第2太陽週期

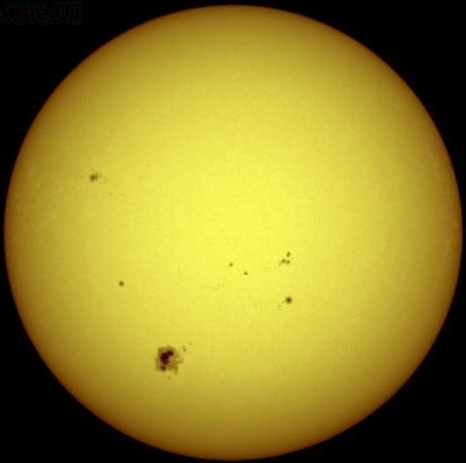
太陽和一些可見的黑子。

第2太陽週期是從1755年開始紀錄太陽黑子活動以來的第2個太陽週期 。這個週期開始於1766年6月，結束於1775年6月，持續了9年。在這個週期內的最大平滑黑子數(超過12個月期間的黑子月平均數值)為115.8，最小的數值為7.2。